# Safia phaeochroa
Safia phaeochroa är en fjärilsart som beskrevs av George Francis Hampson 1913. Safia phaeochroa ingår i släktet Safia och familjen nattflyn. Inga underarter finns listade.